# Marie Alfred Cornu
Marie Alfred Cornu (fransk: [kɔʁny]; født 6. marts 1841, død 12. april 1902) var en fransk fysiker. Franskmændene refererer generelt til ham som Alfred Cornu.